# Owenia acidula

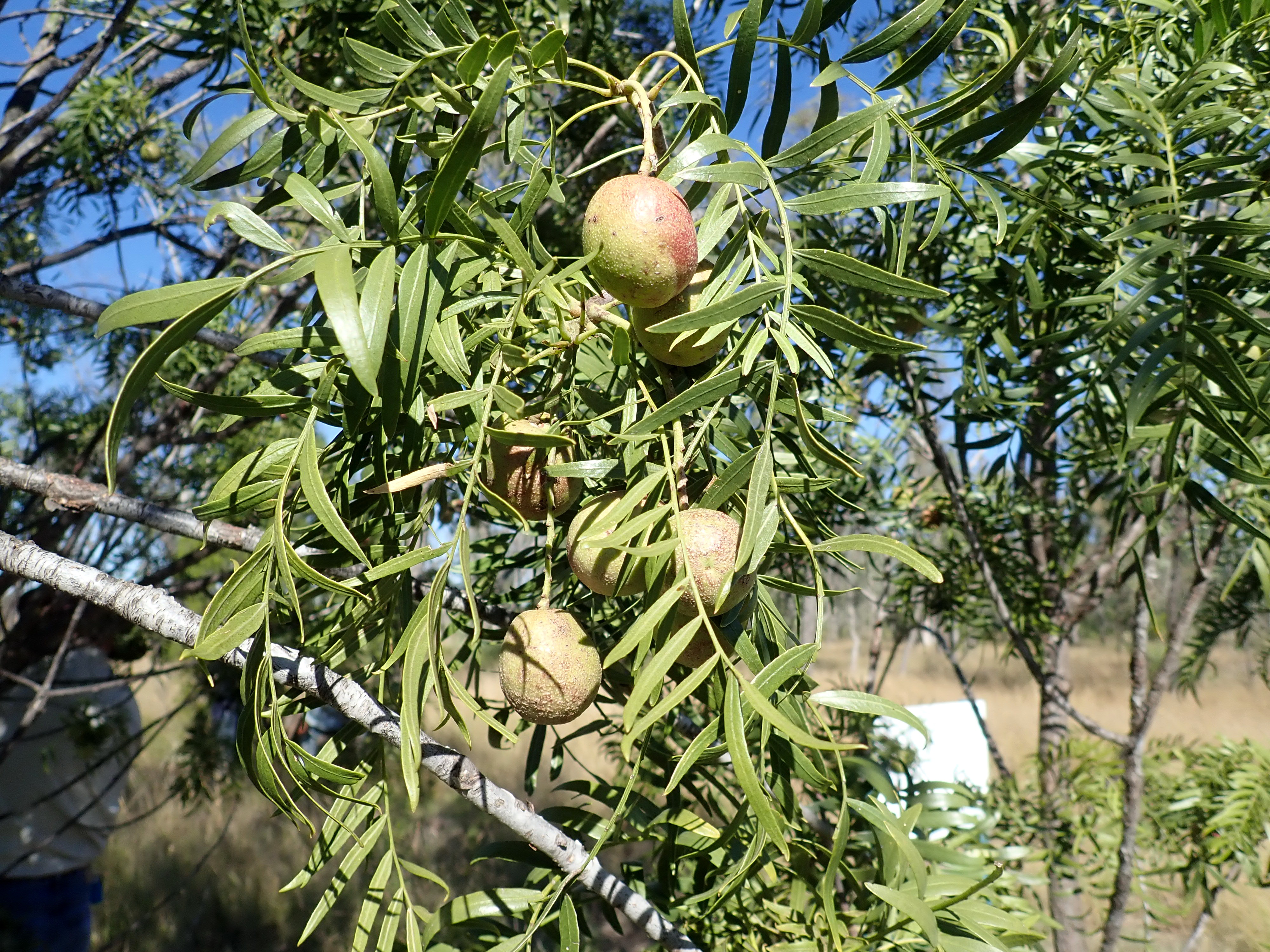
Blätter und Früchte

Owenia acidula ist eine Pflanzenart in der Familie der Mahagonigewächse aus dem nördlichen bis östlichen und ganz westlichen Australien. Hier ist sie bekannt als Emu apple, Colane, Gruie, oder Sour plum. Der Gattungsname ehrt den englischen Arzt und Naturforscher Richard Owen (1804–1892).

## Beschreibung

### Vegetative Merkmale
Owenia acidula wächst als laubabwerfender Strauch bis 3 Meter oder als Baum mit kurzem Stamm und hängenden Zweigen bis etwa 8–11,5 Meter hoch. Der Stammdurchmesser erreicht 25–40 Zentimeter. Die dicke, braun-gräuliche Borke ist furchig. Der Baum führt einen Milchsaft. Die Blütenknospen und jungen Triebe sind harzig.
Die wechselständigen und gestielten Laubblätter an den Zweigenden sind meist paarig gefiedert mit bis zu 34 ledrigen Blättchen. Die Rhachis ist oft leicht geflügelt. Der Blattstiel ist bis 7,5–15 Zentimeter lang. Die fast sitzenden, schmalen, eilanzettlich oder lanzettlichen und ganzrandigen, abgerundeten bis rundspitzigen oder spitzen bis stachelspitzigen, kahlen Blättchen sind bis 5 Zentimeter lang und bis 8–14 Millimeter breit. Die Blattspreite ist öfters ungleich, die Nervatur ist gefiedert mit undeutlichen Seitenadern.

### Generative Merkmale
Owenia acidula ist zweihäusig diözisch. Es werden achselständige, etwa 10–12 Zentimeter lange Thyrsen gebildet. Die cremefarbenen bis bräunlichen, kleinen und fast sitzenden, funktionell eingeschlechtlichen Blüten sind fünfzählig mit doppelter Blütenhülle. Die kleinen, fast rundlichen und dachigen, freien Kelchblätter sind etwa 2 Millimeter lang. Die 5 aufrechten, länglichen und freien Petalen sind dachig und bis 4–5 Millimeter lang. Die 10 kurzen Staubblätter sind in einer oben feinfransig gezähnten Röhre verwachsen, die sitzenden Antheren sind innen, oben etwas unterhalb, zwischen den Zähnchen angeheftet. Der mehrkammerige Fruchtknoten ist oberständig mit einem kurzen und dicklichen Griffel mit konischer Narbe. Es ist ein dünner Diskus vorhanden. Es sind bei den männlichen Blüten ein Pistillode (steriler Stempel) und bei den weiblichen Blüten Staminodien (sterile Staubblätter) ausgebildet.
Es werden kleine, rötliche, öfters weißlich gefleckte, leicht raue, apfelähnliche und rundliche, mehrsamige, bis 3,5 Zentimeter große Steinfrüchte mit etwas vertieften Griffelresten an der Spitze gebildet. Der sehr harte und dickschalige Steinkern ist mehrzellig. Die eiförmigen Samen besitzen eine dünne Sarkotesta. Sie sind schwer zu Keimen, es wird gesagt, angenommen sie keimen erst nachdem sie ein Emu verdaut hat, daher der Trivialname Emu apple.
Die Chromosomenzahl beträgt 2n = 28.

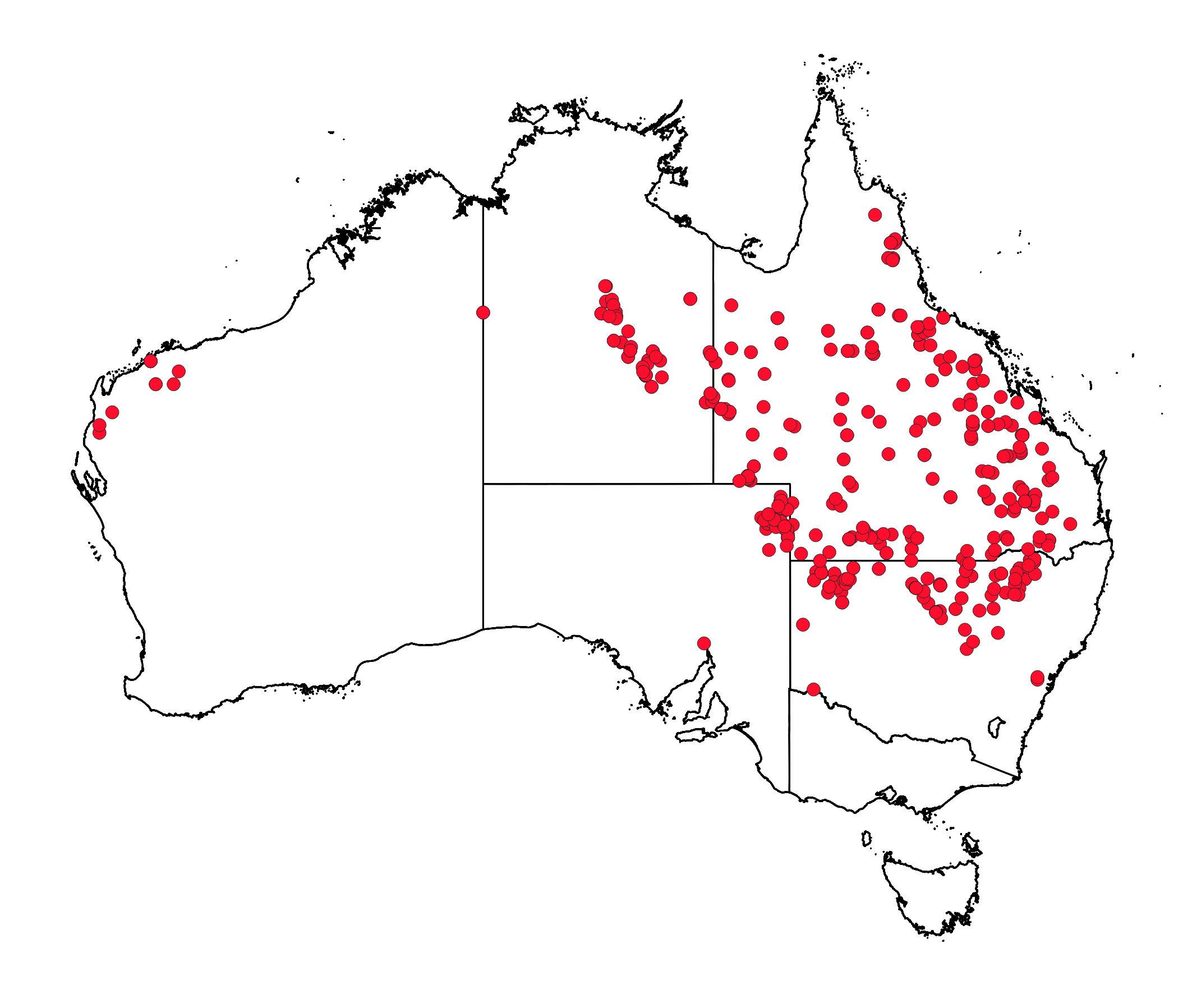
Verbreitungsdaten

## Verwendung
Die recht sauren Früchte sind essbar. Sie werden roh oder gekocht verwendet.
Das schöne rot-braune und recht harte Holz wird nur wenig verwendet, es eignet sich aber gut zum Drechseln.